# ديون سكوت
ديون سكوت (بالإنجليزية: Dion Scott)‏ هو لاعب كرة قدم بريطاني في مركز الدفاع، ولد في 24 ديسمبر 1980 في Bearwood ‏. لعب مع نادي بوسطن يونايتد ونادي كيدرمينستر هاريرز لكرة القدم ونادي مانسفيلد تاون ونادي والسول.

## وصلات خارجية
- ديون سكوت على موقع قاعدة بيانات كرة القدم.إي يو (الإنجليزية)
- ديون سكوت على موقع Soccerbase.com (لاعب) (الإنجليزية)